# ミュージック・イズ・マイ・ライフ (ビリー・プレストンのアルバム)
『ミュージック・イズ・マイ・ライフ』（Music Is My Life）は、ビリー・プレストンが1972年に発表したアルバム。

## 解説
本作からのシングル「ラウンド・イン・サークルズ」は、プレストンにとって初となるBillboard Hot 100での1位獲得を果たし、『ビルボード』誌のR&Bチャートでは10位に達した。

## 収録曲
1. ウィーアー・ゴナ・メイク・イット - We're Gonna Make It (Billy Preston) - 3:13
2. ワン・タイム・オア・アナザー - One Time or Another (B. Preston, Robert Sam) - 2:49
3. ブラックバード - Blackbird (John Lennon, Paul McCartney) - 2:48
4. アイ・ワンダー・ホワイ - I Wonder Why (B. Preston, George Johnson) - 5:43
5. ラウンド・イン・サークルズ - Will It Go Round in Circles (B. Preston, Bruce Fisher) - 4:28
6. エイント・ザット・ナッシン - Ain't That Nothin' (B.Preston, Joe Greene, R.Sam) - 3:47
7. ゴッド・ラヴズ・ユー - God Loves You (B. Preston, John Schuler) - 2:50
8. 悪魔を狂わせ - Make the Devil Mad (Turn on to Jesus) (B. Preston) - 5:22
9. ニガー・チャーリー - Nigger Charlie (B. Preston, J. Greene) - 6:31
10. ハート・フル・オブ・ソロー - Heart Full of Sorrow (B. Preston, G. Johnson) - 3:35
11. ミュージック・イズ・マイ・ライフ - Music Is My Life (B. Preston) - 3:58

## カヴァー
- ラウンド・イン・サークルズ
  - ポール・ウェラー - ジュールズ・ホランド・アンド・ヒズ・リズム&ブルース・オーケストラのアルバム『ジュールズと素晴らしき仲間たち』（2002年）に提供。

## 参加ミュージシャン
- ビリー・プレストン - ボーカル、ピアノ、オルガン、キーボード
- ジョージ・ジョンソン - ギター
- ルイス・ジョンソン - ベース
- Manuel Kellough - ドラムス
- バック・モナリ - ホーン
- ジョージ・ボハノン - ホーン
- ジム・ホーン - ホーン
- ポール・ハビノン - ホーン
- トム・スコット - ホーン